# Amouage

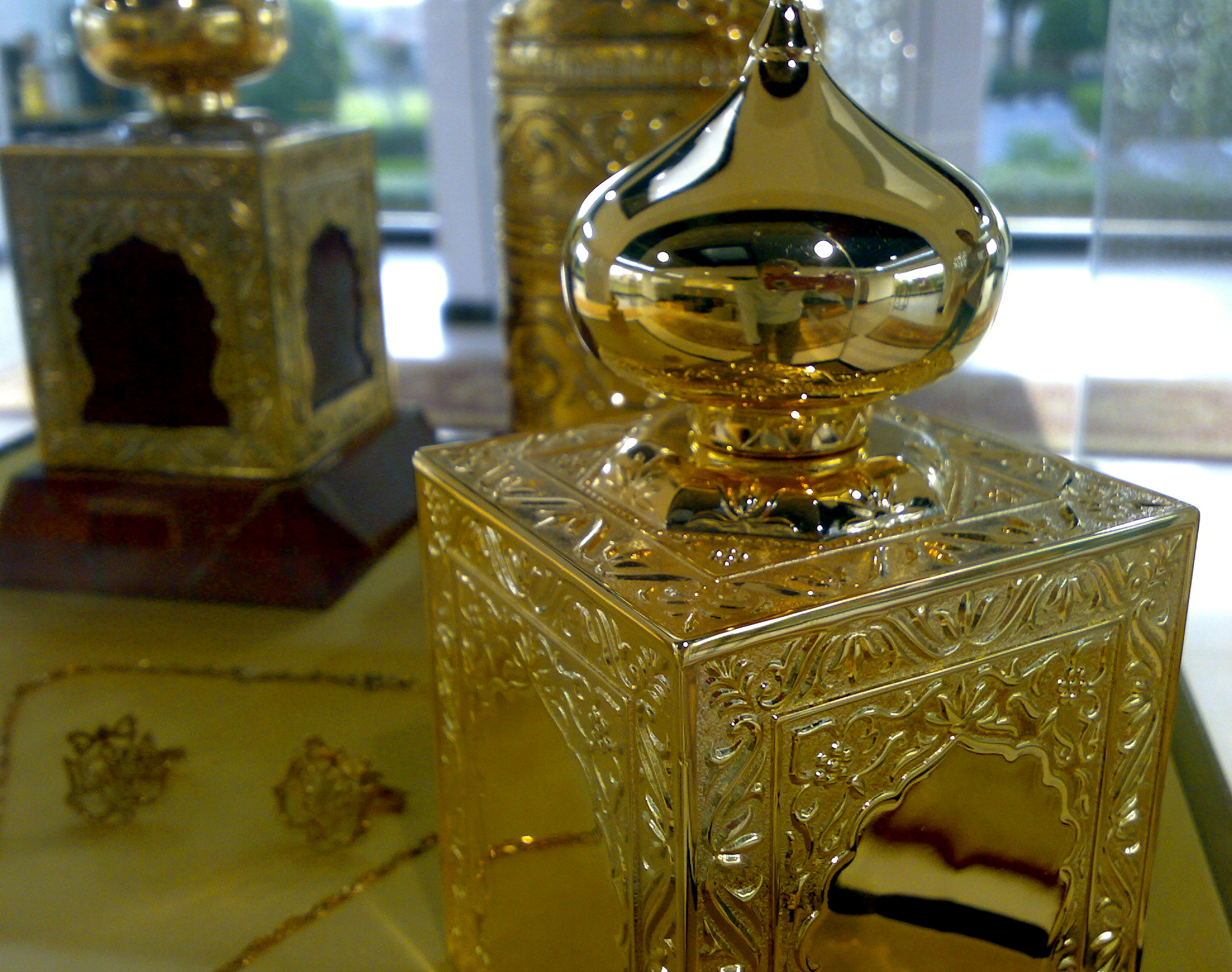
Il profumo Amouage.

Amouage è un'azienda di profumeria di lusso fondata nel 1983 in Oman, da Sayyid Hamad bin Hamoud al-Busaidi, all'epoca ministro del governo in carica. La sede principale dell'azienda si trova a Rusayl, nel Governatorato di Mascate.
Amouage è anche il nome del primo e più prestigioso profumo creato dall'azienda l'anno successivo. Il profumo fu realizzato da Guy Robert, un profumiere di Grasse, mentre il design della bottiglia in oro, argento e pietre semi-preziose è stato affidato ad Asprey. Nel 1991 il profumo è stato eletto Prodotto dell'Anno al Festival di Cannes. Amouage viene spesso citato come "il profumo più prezioso al mondo".
Nel 1995 è stato lanciato un nuovo profumo, Ubar, in occasione delle celebrazione del 25º anniversario della ascesa al potere del Sultano Qabus dell'Oman.